# Thomas Britton

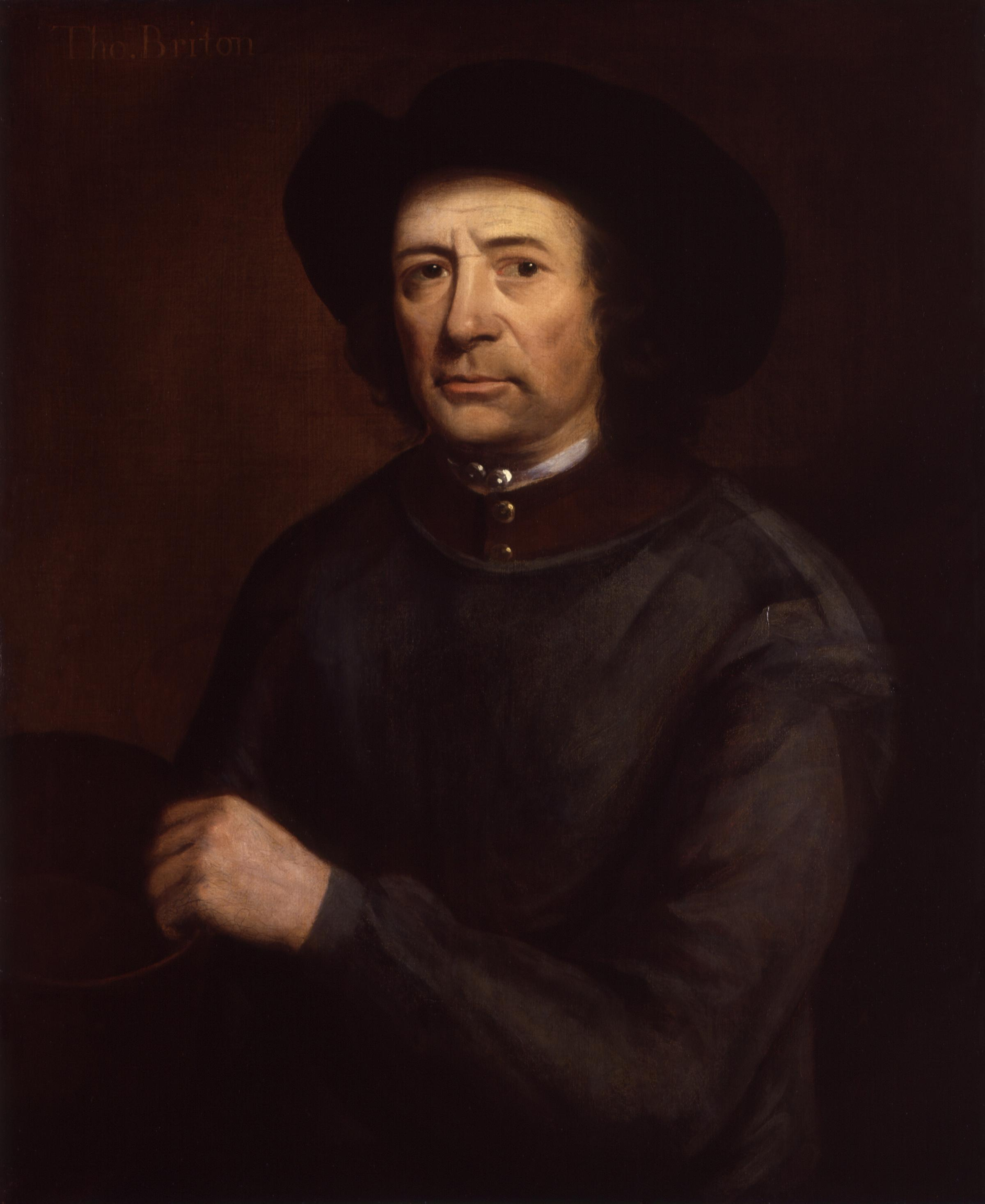
Thomas Britton, 1703

Thomas Britton (* 14. Januar 1644 in Rushden, Northamptonshire; † 27. September 1714 in London) war ein englischer Holzkohlenhändler, Konzertveranstalter und Hobbymusiker.

## Leben
Britton selbst spielte Blockflöte und Viola da Gamba. Zudem komponierte er kleinere Stücke für Altflöte. Bekannter wurde er jedoch durch die bei ihm zuhause in Clerkenwell veranstalteten Kammermusikkonzerte. Britton baute dazu 1678 den Dachboden seines Hauses aus, installierte ein Cembalo, sowie eine kleine Orgel. Zur Einweihung gab der royalistische Publizist Roger L’Estrange ein Konzert auf der Viola da Gamba. Bei den wöchentlichen Konzerten spielten u. a. Johann Christoph Pepusch, Matthew Dubourg, John Banister, Philip Hart und Abiell Whichelo (1683–1747), möglicherweise auch Georg Friedrich Händel.